# Guadalupe Borja
Guadalupe Borja Osorno (Ciudad de México, 4 de abril de 1915 - ibíd., 19 de julio de 1974), conocida como Guadalupe Borja, fue la esposa del presidente Gustavo Díaz Ordaz y primera dama de México de 1964 a 1970.

## Familia y educación
Guadalupe Borja era originaria de la Ciudad de México, lugar que la vio nacer en el año de 1915. Fue una de los ocho hijos procreados por Ángel Borja Soriano, un rico y respetable abogado, y por su esposa, Fanny Osorno Labastida. Desde muy pequeña radicó en el estado de Puebla con toda su familia. Doña Guadalupe había estudiado una carrera comercial, y obtuvo un doctorado en relaciones internacionales, pero la abandonó cuando se casó.[cita requerida]

## Matrimonio y familia
Siendo estudiante de leyes, Gustavo Díaz Ordaz conoció y se hizo amigo de Guillermo Borja, hermano de doña Guadalupe. En casa de los Borja, Gustavo pedía prestados los libros que necesitaba para estudiar, y a casa de los Borja llevó serenata a la mujer que, cinco años más tarde, sería su esposa. En 1937, Gustavo y Guadalupe contrajeron matrimonio en la parroquia de San Cristóbal de Puebla.[cita requerida]
Por un tiempo, los recién casados se quedaron a vivir en un pequeño departamento en Puebla, donde el licenciado ocupó diversos cargos. Cuando Díaz Ordaz comenzó a ascender en la política, el matrimonio se fue a vivir a la capital. Y mientras él pasaba mucho tiempo en las oficinas de la Secretaría de Gobernación, ella se dedicaba a atender su hogar y a criar a sus tres hijos: Gustavo, Guadalupe y Alfredo.[cita requerida]

## Primera dama de México
Ama de casa, no tuvo más remedio que continuar con la labor de asistencia social que era tradicional para las primeras damas y que, gracias a su antecesora, se había convertido en una institución imposible de abandonar. Por ese motivo, en diciembre de 1964 el presidente de la República le dio posesión del cargo de presidente del Instituto Nacional de Protección a la Infancia.[cita requerida]
Promovió la creación de otro organismo oficial: la Institución Mexicana de Asistencia a la Niñez que, por decreto presidencial, se funda el 19 de agosto de 1968, del que también fue nombrada presidenta, inauguró planteles educativos, casas-hogar, asilos, hospitales y clínicas, guarderías y salones de costura; recibió a los niños con mejores calificaciones de todo el país; legalizó uniones matrimoniales; fue nombrada presidenta honoraria de las Guías de México, así como del cuerpo de voluntarias del Instituto Mexicano de Rehabilitación; asistió a exposiciones en el Palacio de Bellas Artes y a presentaciones de arte popular, organizó los tradicionales festivales del Día de Reyes, con reparto de ropa y juguetes, y del Día de las Madres, obsequiando utensilios domésticos a mujeres humildes.

## Enfermedad y últimos años
Los acontecimientos de 1968 provocaron que su salud se deteriorara. Guadalupe Borja, temerosa de la inseguridad de su familia y la humillación que sentía, padeció enfermedades nerviosas.[cita requerida]
En la ceremonia del Grito se le observó temblorosa e inestable cuando salió al balcón central del Palacio Nacional. Cualquiera que haya sido el motivo, la señora Díaz Ordaz no lo pudo resistir. A partir de entonces, su hija acompañó al presidente Díaz Ordaz a los actos oficiales y cumplió con las labores de primera dama sustituta.[cita requerida]
Poco después de haber dejado la presidencia, Díaz Ordaz viajó a Europa en compañía de su esposa, quien había empezado a padecer delirios de persecución. Se pensó que mejoraría con el viaje, pero cuando visitaron la catedral de Chartres empezó a sufrir alucinaciones y los esposos tuvieron que regresar a México.
Doña Guadalupe jamás se aliviaría. Vivió sus últimos años encerrada en su casa del Pedregal de San Ángel, en la calle Risco. Un paro cardiaco, provocado por una bronconeumonía, fue lo que llevó a la señora Borja a la tumba el 19 de julio de 1974. Había ingresado varios días antes al Sanatorio Español de la Ciudad de México y había sido sometida a una intervención quirúrgica. 
Sus restos fueron sepultados en un lote familiar situado en el Panteón Jardín de la Ciudad de México. Antiguos colaboradores, funcionarios, políticos, gente del pueblo, parientes y amigos acompañaron al expresidente Díaz Ordaz y a sus tres hijos en el entierro de la señora.